# Borys (Wik)
Borys, imię świeckie Boris Iwanowicz Wik (ur. 15 sierpnia?/28 sierpnia 1906 w Saratowie, zm. 16 kwietnia 1965 w Soczi) – rosyjski biskup prawosławny.

## Życiorys
Po ukończeniu szkoły średniej w 1923 wstąpił do monasteru Przemienienia Pańskiego w Saratowie. W 1926 został wyświęcony na diakona-celibatariusza przez biskupa Żywej Cerkwi. Również w ramach niekanonicznego ruchu odnowicielskiego wstąpił do monasteru, przyjmując imię Serafin przy postrzyżynach w riasofor i Borys w momencie składania ślubów wieczystych. Od 1930 do wcielenia do wojska w 1931 był duchownym odnowicielskiej eparchii riazańskiej. Po zakończeniu służby wojskowej złożył akt pokutny i wrócił do Rosyjskiego Kościoła Prawosławnego jako mnich (jego święcenia diakońskie nie zostały uznane za ważne). W 1935 został ponownie wyświęcony na diakona, następnie zaś na kapłana. W tym samym roku został aresztowany i spędził dwa lata w więzieniu. Po uwolnieniu podjął pracę w zakładach „Sarmaszstroj”. 1 listopada 1942 arcybiskup Grzegorz (Czukow) wyznaczył hieromnicha Borysa na proboszcza parafii soboru katedralnego w Saratowie. W tym samym roku duchowny otrzymał godność igumena, zaś w sierpniu 1943 archimandryty.
2 kwietnia 1944 w soborze Objawienia Pańskiego w Moskwie archimandryta Borys przyjął chirotonię na biskupa nieżyńskiego, wikariusza eparchii czernihowskiej, w której jako główny konsekrator wystąpił patriarcha moskiewski i całej Rusi Sergiusz. W 1945 biskup Borys został ordynariuszem eparchii czernihowskiej i nieżyńskiej. W 1947 przeniesiony na katedrę saratowską, zaś od 1948 został locum tenens eparchii czkałowskiej i buzułuckiej; od 1949 zarządzał nią jako ordynariusz.
W czerwcu 1950 został skierowany do Berlina w celu dokonania oceny funkcjonowania w Niemczech Zachodnich parafii Rosyjskiego Kościoła Prawosławnego. Jego raport zalecał dokonanie w eparchii berlińskiej i niemieckiej reorganizacji. W rezultacie we wrześniu 1950 Borys (Wik) sam został biskupem berlińskim. Przeprowadził remont soboru katedralnego w Berlinie oraz cmentarnej cerkwi Świętych Konstantyna i Heleny. Zainicjował również druk miesięcznika Głos prawosławia w nakładzie 500 egzemplarzy i organizował w domu biskupim pokazy filmów radzieckich. W 1951 otrzymał godność arcybiskupią.
Od lipca do października 1954 był arcybiskupem jarosławskim i rostowskim. Od października tego samego roku został patriarszym egzarchą Ameryki Północnej i Południowej, arcybiskupem aleuckim i północnoamerykańskim oraz biskupem krasnodarskim. W grudniu 1954 udał się do USA w celu odbycia wizyty w parafiach eparchii, jednak w lutym roku następnego musiał opuścić ten kraj z powodu braku zgody na przedłużenie wizy. Od kwietnia 1956 był arcybiskupem chersońskim i odeskim, zachowując godność egzarchy. W związku z nią w listopadzie 1958 ponownie udał się do USA i po raz drugi był zmuszony je opuścić z powodu problemów wizowych (w lutym 1959). Jego trzeci wyjazd do Stanów Zjednoczonych miał miejsce w 1960. Między marcem a sierpniem tego roku arcybiskup koordynował prace nad remontem soboru św. Mikołaja w Nowym Jorku.
W dokumentach radzieckiego Urzędu ds. Wyznań odnotowano jego zdecydowaną postawę reprezentowaną w obronie cerkwi i parafii przed zamykaniem ich przez władze.
W 1959 otrzymał godność metropolity.
W 1962 z powodu złego stanu zdrowia arcybiskupa Borysa Święty Synod na jego własną prośbę zwolnił go z funkcji egzarchy. W latach 1963–1965 duchowny przeszedł kilka zawałów serca. W 1965 hierarcha otrzymał zgodę na wyjazd na trzymiesięczny urlop do Soczi, gdzie zmarł. Pochowany na cmentarzu monasteru Zaśnięcia Matki Bożej w Odessie.